# Vestit de la Moma
El vestit de la Moma es pot veure al Museu d'història de València i al Museu del Corpus de Xàtiva.
La peça de València està en dipòsit i és propietat de la indumentarista valenciana Victoria Liceas. Presenta la indumentària que s'utilitza a una de les danses del Corpus, l'anomenada dansa de la Moma i els Momos (possiblement el ball més antic de la festivitat del Corpus). Aquesta dansa simbolitza la lluita entre la virtut i els set pecats capitals, amb el triomf final de la virtut, la Moma, que està representada per un home abillat amb roba femenina.
De fet, tots els personatges que participen en aquesta dansa són homes, fins i tot el de la Moma, que figura ser una dona vestida de blanc, de cap a peus, i que porta la cara tapada per una careta i un tul blanc. A més, les mans les du cobertes per guants, també blancs, i està tocada amb una gran corona de llautó i flors blanques. Per acabar, a la mà dreta porta el ceptre, com a atribut.
El vestit, datat del segle xx, és una representació de la vestimenta típica del segle xviii, confeccionat amb cotó i seda, i al museu té el número d'inventari 6/402.